# Martin Rolinski
Martin Andrzej Rolinski (n. 23 iunie 1982) este un cântăreț suedez de origine poloneză. A fost solistul formației Bodies Without Organs (cunoscută sub numele de BWO).
Rolinski și-a început cariera muzicală în 2002, când a făcut un pariu cu prietenii săi pentru a merge la audițiile emisiunii Popstars, unde a ajuns până la grupa finală, fiind mai apoi eliminat la mijlocul sezonului. Cu toate acestea, după Popstars în anul 2002, Martin a lucrat cu Anders Hansson, care l-a pus în legătură cu Alexander Bard, devenind ulterior solistul trupei Bodies Without Organs.
În anul 2013 a participat la Melodifestivalen, în încercarea de a reprezenta Suedia la Concursul Muzical Eurovision 2013, cu melodia "In and Out of Love".

## Viața personală
Martin Rolinski s-a născut în Göteborg, Suedia, ambii părinți fiind polonezi. El este singurul lor copil și vorbește fluent limba poloneză. Martin a studiat automatizare și mecatronică la Universitatea de Tehnologie Chalmers din Göteborg. Din 2008, este căsătorit cu Katarina Jansson, iar împreună au două fete, Isabella (n. 2009) și Maya (n. 2012).

## Discografie

### Single-uri
| An   | Titlu                         | Poziția în clasament | Album                                        |
| An   | Titlu                         | SWE                  | Album                                        |
| ---- | ----------------------------- | -------------------- | -------------------------------------------- |
| 2012 | "Blame It on a Decent Matter" | –                    |                                              |
| 2013 | "In and Out of Love"          | 22                   | Melodifestivalen 2013 song Non-album release |